# Teufelsgrabenbrücke (Potsdam)

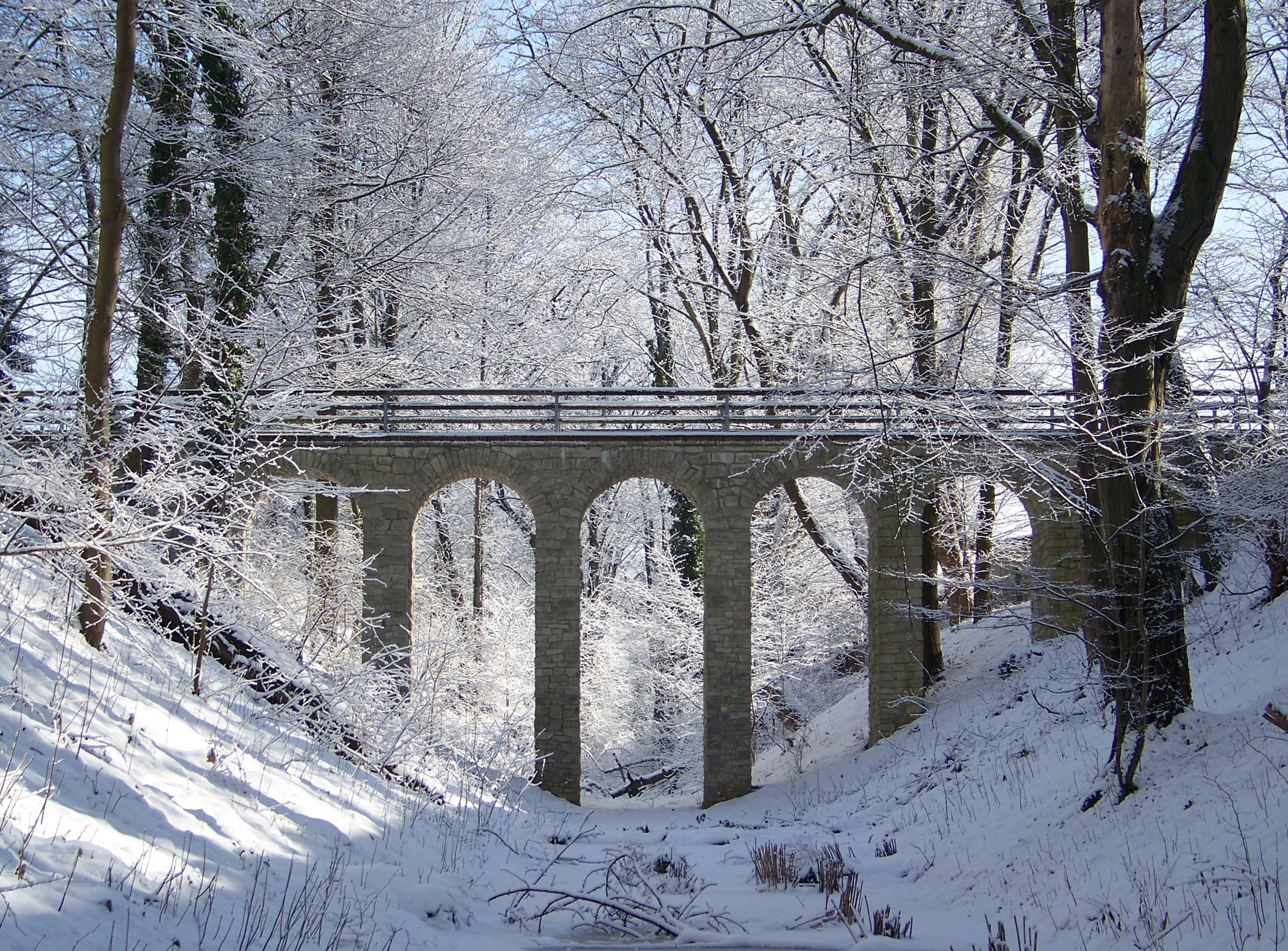
Die Teufelsbrücke, im Frühjahr 2009

Die Teufelsgrabenbrücke – (umgangssprachlich) kurz Teufelsbrücke genannt – ist ein im Jahr 1843 vom Architekt Ludwig Persius geplanter und als Fußgängerbrücke gebauter fünfbogiger Stein-Viadukt in Potsdam-Bornstedt. Er führt über einen in das Golmer Loch führenden Abflussgraben des Bornstedter Sees, der zur Zeit Friedrich II. angelegt wurde. Der Bau der Brücke war Teil des von Peter Joseph Lenné im Auftrag von Friedrich Wilhelm IV. angelegten Landschaftsparks, der das Krongut Bornstedt mit dem Schloss Lindstedt verband.  Der Teufelsgraben ist  heute ohne Wasser. Dieses fließt in 1891 unterirdisch verlegten Tonrohren.